# 비에른 안드레센
비에른 요한 안드레센(스웨덴어: Björn Johan Andrésen, 1955년 1월 26일 ~ )은 스웨덴의 배우, 모델, 음악가이다. 1970년대의 미소년 배우로 큰 인기를 끌었다. 베르사이유의 장미의 작가 이케다 리요코의 다른 작품 오르페우스의 창 주인공 유리우스의 모델이다.

## 생애
1971년의 영화 베네치아에서의 죽음에서 타지오(Tadzio)라는 소년으로 등장한 후, 미소년으로서 유명해진 배우이기도 하다. 여성과 비슷한 고운 외모가 화제가 되어 1970년대 스웨덴, 프랑스, 미국, 일본 등지에 널리 알려졌었다. 일본에서도 인기를 얻어 일본에 방문해 음반을 내기도 하였다. 일본의 만화 영화 베르사이유의 장미의 오스칼이나 올훼스의 창의 유리우스의 모델이라는 소문도 있다. 연기 전부터 음악활동을 하던 그는 스웨덴에서 연기와 음악 활동을 겸하며 살고 있고, 결혼 후 1남 1녀를 두었다.
한국 인터넷에서 검색되는 그의 정보엔 기네스북에 올라간 미소년이라는 문구가 많은데, 공식적인 인물정보나 외국 사이트 및 위키에 이런 내용은 찾을 수 없다.

## 출연 작품
- 베니스에서의 죽음 (1971)
- 셜리 (2016)

## 같이 보기
- 미소년
- 베르사이유의 장미